# Gauthier III d'Oisy
Gauthier III d'Oisy (ou Wauthier, Watier) ( 1020 - 1046)
Fils de Gauthier II d'Oisy et d'Ermentrude.
[Gauthier II d'Oisy] fut massacré aux environs de 1041/1045 par des ennemis. Il délaissa donc sa veuve Ermengarde, mère d’un seul fils (Gauthier III de Cambrai), que Dieu appela à lui devant qu’il fût en âge de faire le mal.»
Mort en 1046, c'est son neveu, Hugues Ier d'Oisy, qui lui succède après le passage d'un usurpateur, Jean, Avoué d'Arras, marié à Ermantrude.